# Anthonij Bonebakker
Anthonij Bonebakker (Tiel, 1730 – aldaar, 1797) was een Nederlandse bankier, koopman en de vader van Adrianus Bonebakker, stichter van het Amsterdamse goud- en zilversmidsbedrijf Bennewitz & Bonebakker. Hij stond in de 18e eeuw bekend als een invloedrijk persoon in Tiel, waar hij de Bank van Lening beheerde en diverse andere ondernemingen opzette.

## Biografie
Anthonij Bonebakker werd geboren in 1730 in Tiel als zoon van Johannes Bonebakker en Josina de Merre. Zijn vader was pachter van de Tielse Bank van Lening, lokaal bekend als de Lommerd, en moderniseerde het bankwezen in de stad met onder meer openbare veilingen van niet-ingeloste panden. Deze aanpak bracht de stad aanzienlijke inkomsten op en gaf de familie Bonebakker een sterke maatschappelijke positie.
In 1756 trad Anthonij in het huwelijk met Maria Cornelia van Oosterhoudt (1734–1820), afkomstig uit een Tielse brouwersfamilie. Zij kregen meerdere kinderen, onder wie Adrianus Bonebakker (1767–1842), die later bekend werd als oprichter van het goud- en zilversmidsbedrijf Bennewitz & Bonebakker in Amsterdam.
Na het overlijden van zijn vader nam Anthonij het beheer van de Bank van Lening in Tiel en later ook in Buren over. De rentepercentages die hij volgens de concessievoorwaarden mocht hanteren varieerden van 12% tot 22%, wat het mogelijk maakte een aanzienlijk vermogen op te bouwen.
In 1777 richtte hij daarnaast een succesvolle grutterij op tussen de Weerstraat en het Plein in Tiel. Hoewel zijn familie later verbonden werd aan de juwelen- en zilverindustrie, was Anthonij zelf niet actief als zilversmid of juwelier. Zijn zoon Adrianus zette deze stap later in Amsterdam.
Anthonij Bonebakker overleed in 1797 in zijn geboorteplaats Tiel. Zijn weduwe, Maria Cornelia van Oosterhoudt, overleed in 1820. Hun zoon Adrianus verwierf grote faam als hofleverancier en leverde onder meer de koningskroon van Nederland.